# مارك فرازير (موظف مدني)
مارك فرازير (بالإنجليزية: Mark Fraser)‏ هو موظف مدني أسترالي، ولد في 6 مارس 1975 في هوبارت في أستراليا.